# Let Emirates 521
Let Emirates 521 byl pravidelný let společnosti Emirates mezi indickým městem Tiruvanantapuram a Dubají ve Spojených arabských emirátech. Dne 3. srpna 2016 v 12:45 místního času letadlo havarovalo při přistání na mezinárodním letišti v Dubaji. Na palubě letounu Boeing 777-300 imatrikulace A6-EMW bylo 282 cestujících převážně z Indie a 18 osob z posádky. Všech 300 osob z hořícího letadla uniklo a přežilo. Nehoda si vyžádala jeden lidský život zasahujícího hasiče a 14 lehkých zranění.
Tato nehoda byla první vážnou nehodou letecké společnosti Emirates. Letadlo bylo zcela zničeno požárem a výbuchem motoru.

## Letoun
Boeing 777-31H registrace A6-EMW byl dodán společnosti 7. března 2003 se sériovým číslem 434.

## Podobné nehody
- 6. července 2013 Let Asiana Airlines 214
- 13. dubna 2013 Let Lion Air 904
- 25. února 2009 Let Turkish Airlines 1951
- 17. ledna 2008 Let British Airways 38